# Herb gminy Kruszyna
Herb gminy Kruszyna – jeden z symboli gminy Kruszyna, ustanowiony 12 listopada 2010.

## Wygląd i symbolika
Herb przedstawia na tarczy koloru srebrnego krzew kruszyny (z czarnym pniem i gałęziami oraz zielonymi liśćmi), a nad nim czarną głowę dzika. Krzew nawiązuje do nazwy gminy, a dzik do rodu Denhofffów. 